# Toszaka Dzsun
Toszaka Dzsun (japánul: 戸坂潤, Hepburn-átírással: Tosaka Jun; Tokió, 1900. szeptember 27. – Nagano, 1945. augusztus 9.) japán materialista filozófus.

## Élete
Toszaka Dzsun Tokióban született 1900-ban. A Tokiói Egyes Számú Középiskola reálszakának elvégzése után beiratkozott a Kiotói Császári Egyetem fizika szakára, de mivel erős érdeklődést mutatott a filozófia iránt, szakát filozófiára cserélte. Itt a híres és a kiotói filozófiai iskola megalapítójaként is ismert japán filozófus, Nisida Kitaró alatt tanult. Miután egyetemi mesterdiplomát szerzett a Dósisza Egyetemen, különböző középiskolákban és egyetemeken dolgozott tanárként és előadóként.
A korban erősödő japán fasizmus hatására, és az akkoriban – főleg a fiatal generáció körében – népszerű kommunista ideológia iránti félelem következtében megkezdődött a baloldali gondolkodók rendszerszintű üldöztetése. 1930 áprilisában szállást biztosított lakásában az illegalitásban működő Japán Kommunista Párt egyik vezetőjének, Tanaka Szeigennek, amelynek hatására rendőrségi őrizetbe vették, de ekkor egy hét vizsgálati fogság után szabadulhatott. Ugyanezen év júliusában egyetlen lányukat hátrahagyva meghalt felesége, Micsiko, akivel 1926-ban kötött házasságukat követően négy évet élt együtt. 1934-ig a Hószei Egyetem oktatója. Ezt az állást az 1934-es Hószei Egyetemi zavargások és az azt követő politikai szigorítások hatására elvesztette. 1935-ben, majd 1938-ban politikai illetve ideológiai okokból rendőrségi őrizet alá került, majd 1940-ig politikai fogolyként raboskodott. Rövid szabadság után, 1944-ben újból letartóztatták, és a Naganoi Börtönbe került, ahol 1945-ben – a háború befejezése előtt hat nappal, a nagaszaki atombomba ledobásának napján – az életét vesztette (a háború Japánban augusztus 15-én ért véget).

## Munkássága
Toszaka az 1932-ben megalakult Materializmus Kutatócsoport egyik alapító tagja volt. Kezdetben az újkantiánus iskola híve volt, azonban a térelmélet kutatása közben rátalált a materializmus gondolatára, amelynek később egyik legjelentősebb japán képviselőjévé vált.

Egyik fontos gondolata volt, hogy a tudományos felfogást egyeztetni kell a valóságos élettel, amelynek mozgatóerejeként bevezette a mindennapiság fogalmát (nicsidzsó-szei, 日常性). Ennek lényege, hogy minden filozofikus gondolatnak a tárgyi valóságon kell alapulnia, mivel véleménye szerint az emberek realitását a munka által behatárolt idő (történelmi idő) irányítja, így mindannyian a mindennapok törvényeinek megfelelően kényszerülünk élni. Toszaka ezt a gondolatot A mindennapiság elve és a történelmi idő (日常性の原理と歴史的時間, 1931) című tanulmányában a következőképpen fejti ki: 
"Ha valakinek egyszer van munkája az azzal a teherrel jár, hogy az idő behatároltságát egy napra sem tudja elfelejteni. […] Ez azt jelenti, hogy a halál majdani eljövetele miatt, a munkát egy meghatározott időintervallumon belül kell elvégezni. Így történhet meg az, hogy még ezen kézirat írása által is kitekinthetek halál mikrokozmoszára. […] A mai munkát ma, a holnapi munkát holnap kell elintéznem. Ez az én véges időben való létezésem egysége felől nézve, mindenképpen elkerülhetetlen dolog. A munkatervet az alapján kell elkészítenem, hogy mit veszek előre és mit halasztok későbbre, így a jelen, ami a „mát” jelenti, távlatot ad az életünknek. Ezen átlagos mindennapok irányító elve a mindennapiság. […] A történelmi időt a mindennapiság elve uralja. Ez nem engedi, hogy felcseréljük a mát a holnappal vagy a tegnappal, mivel ez azt jelentené, hogy a valóságot összekeverjük a lehetségessel, így figyelmen kívül hagyva a realitás irányítóelvét.” (Toszaka Dzsun, A mindennapiság elve és a történelmi idő, 1931)
A mindennapiság és a materializmus eszméjének jegyében metafizikával szemben a realitás és az ezzel foglalkozó tudományok mellett foglalt állást. Ez például újságírói tevékenységében, illetve azon véleményében nyilvánult meg, amely szerint a filozófiáknak nagyobb hangsúlyt kéne fektetnie az aktualitásokkal foglalkozó újságírásra.
„Az újságírás filozófiai jelentősége a mai filozófiák által egyáltalán nem elfogadott; vagyis tulajdonképpen még csak megfontolandó kérdésként sem merül fel. […] Úgy gondolom, hogy egy filozófia vagy egy irodalmi mű minősége az alapján határozható meg, hogy mennyi érdeklődést mutat az újságírás és az újság, mint jelenség iránt."  (Toszaka Dzsun, A mindennapiságról, 1934)
A kultúra minden területére kiterjedő kritikáival harcolt az 1930-as években erősödő fasiszta ideológia ellen. Ezt a küzdelmet örökíti meg Japán ideológia elmélet című műve. 1937-ben ennek hatására megfosztják írási szabadságától, így ellehetetlenült a további tevékenysége.
Filozófiájában keményen bírálta az idealizmust és a Husserltól eredő, majd Heidegger munkásságában továbbfejlődő fenomenológiát. Többek között kritikával élt mestere, Nisida Kitaró, Vacudzsi Tecuró, és Tanabe Gen iránt, - mivel ideológiai szembenállásuk mellett - úgy tartotta, hogy filozófiájukkal hozzájárultak a korabeli militarista ideológia kifejlődéséhez. Heves kritikái ellenére, halála után e filozófiai iskola a képviselői is elismerően nyilatkoztak munkásságáról.
Számos japán nyelven írt filozófiai mű mellett, több német nyelvről való fordítás is fűződik a nevéhez.

## Főbb művei japánul
- Történelem és dialektika (歴史と弁証法, Rekisi to bensóhó), 1932
- A mindennapiságról (日常性について, Nichidzsószei ni cuite), 1934
- Japán ideológia elmélet (日本イデオロギー論, Nihon ideorogi ron), 1935
- Irodalom, mint ideológia (思想としての文学, Siszó tosite no bungaku), 1936
- Japán a világ egy részeként (世界の一環としての日本, Szekai no ikkan tosite no Nihon), 1937

## Angol nyelven
- Ken C. Kawashima (szerk.): Tosaka Jun: A Critical reader, University Of Hawaii Press, 2014